# Patientia
(451) Patientia is een grote planetoïde in de planetoïdengordel tussen de banen van de planeten Mars en Jupiter. Patientia heeft een gemiddelde diameter van ongeveer 254 km. Ze voltooit in 5,363 jaar een omloop rond de zon, in een licht elliptische baan. Tijdens een omloop is de minimale afstand tot de zon 2,824 AE, de maximale is 3,297 AE.

## Ontdekking en naam
Patientia werd op 4 december 1899 ontdekt door de Franse sterrenkundige Auguste Charlois te Nice. Charlois ontdekte in totaal 99 planetoïden.
De naam Patientia komt van het Latijnse woord voor geduld.

## Eigenschappen
Patientia is een C-type planetoïde, wat betekent dat ze een relatief donker oppervlak heeft dat veel organische verbindingen bevat. Ze draait in bijna 10 uur om haar eigen as.